# Transport actif
Ne doit pas être confondu avec mobilité active.

L'Action de la pompe Na-K est un exemple de transport actif primaire

En biologie, le transport actif désigne le passage d'un ion ou d'une molécule à travers une membrane contre son gradient de concentration. Si le processus utilise de l'énergie chimique produite, par exemple, par l'hydrolyse d'un nucléotide triphosphate comme l'adénosine triphosphate, on le nomme transport actif primaire. Le transport actif secondaire implique quant à lui l'utilisation d'un gradient électrochimique. On oppose le transport actif au transport passif qui lui n'utilise pas d'énergie.

## Détails
Des protéines transmembranaires spécialisées reconnaissent les molécules/ions et leur permettent de (ou dans le cas de transport secondaire, dépense de l'énergie pour les forcer à) traverser la membrane, alors que sans ces protéines cela serait impossible, soit à cause de la présence de la bicouche lipidique qui leur est imperméable, soit parce qu'il s'agit d'un mouvement contre gradient de concentration. 
Dans le dernier cas, connu sous le nom de transport actif primaire, la protéine agit comme une pompe qui utilise de l'énergie chimique, généralement de l'ATP. Dans les autres cas, l'énergie provient de l'utilisation d'un gradient électrochimique ou le transport est assuré par exemple par des symports ou des antiports. 
Les symports permettent de cotransporter les deux éléments dans une même direction alors que les antiports permettent un cotransport dans des directions opposées. 
Lorsque des particules doivent être transférées d'un compartiment peu concentré vers un compartiment concentré (c.à.d contre le gradient de concentration), un transporteur actif devient nécessaire pour réaliser le transfert. Les molécules de transport sont spécifiques aux molécules qu'elles transportent (par exemple pour le glucose). 
Les plantes ont besoin d'absorber des sels minéraux du sol, mais ces sels sont en général présents dans des solutions à très faible concentration. Le transport actif permet l'absorption de ces sels contre le gradient de concentration.

## Système ABC
Les pompes type ABC permettent de transporter de petites molécules (par exemple du mannose) au travers des membres.

## Exemples
- L'eau, l'éthanol, et le chloroforme sont de simples molécules qui ne nécessitent pas de transport actif pour traverser la membrane.
- Les ions métalliques tels que le sodium, le potassium, le magnésium ou le calcium nécessitent des pompes ioniques ou des canaux ioniques pour traverser les membranes et se répartir dans tout le corps.
- La pompe pour le sodium et le potassium est appelée Pompe sodium-potassium ou Na +/K+-ATPase
- Dans les cellules épithéliales de l'estomac, l'acide gastrique est produit par l'Hydrogène-potassium ATPase, une pompe à protons.